# Codex Purpureus Rossanensis

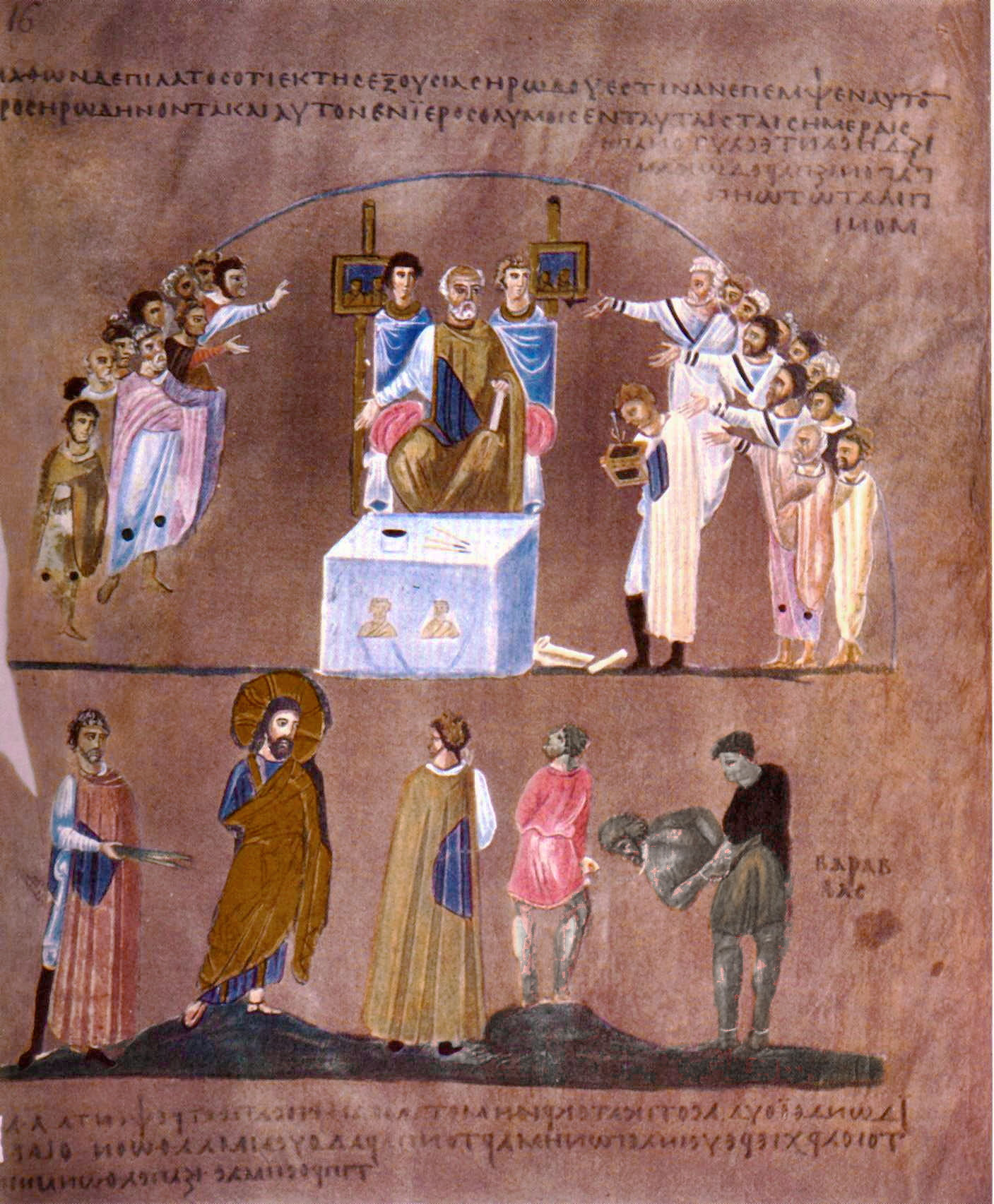
Obrazy v kodexu

Codex Purpureus Rossanensis (Gregory-Aland no. 042 nebo Σ) je jeden z nejstarších a nejcennějších rukopisů na světě. Pochází z 6. století a byl objeven náhodou v roce 1879 v italském městě Rossano v katedrále Santa Maria Achiropita.
Strany kodexu, na kterých je ozdobným zlatým a stříbrným písmem text ve starořečtině, jsou z ovčí kůže. Tento kodex není úplný, více než polovina stran se nezachovala.
Kodex je vystaven v muzeu Diocesano v Kalábrii pod neprůstřelným sklem.